# 明安额叶齐
明安额叶齐（16世纪—1591年），又作图明爱额叶齐，汉文史籍称明安、明罕、明海，孛儿只斤氏。16世纪蒙古右翼鄂尔多斯部領主，衮必里克墨尔根之孙，阿穆尔达喇达尔罕次子。
明安额叶齐驻牧于榆林、孤山边外，与明朝互市于榆林。万历十九年（1591年），与明朝互市结束后，跟随他大哥图墨德达尔罕岱青到边塞索要赏赐，被延绥总兵杜桐袭击，四百七十余人被明军斩杀。